# Caro Theodorakis... Iva
Caro Theodorakis... Iva pubblicato nel luglio del 1970, è il quinto album della cantante italiana Iva Zanicchi.

## Il disco
Dopo il successo di brani come L’arca di Noè e Un uomo senza tempo  Iva decide di imprimere una svolta definitiva alla sua produzione discografica. Ormai convinta di voler tralasciare lo stile Rhythm & blues  e la musica nera in generale, che non le hanno dato le soddisfazioni sperate, elabora, con i suoi discografici, il progetto di una serie di album a tema, il primo dei quali è proprio questo. 
Iva viene in contatto con il celebre compositore greco Mikīs Theodōrakīs, la cui grande popolarità, già negli anni '60, derivava in parte dalla sua produzione per il cinema (e’ autore della colonna sonora del film Zorba il greco) e in parte dal suo impegno politico, che l’aveva portato all'arresto e all'esilio, contro il regime dittatoriale dei "Colonnelli", che si era imposto in Grecia con un colpo di stato tra il 1967 e il 1974. 
Nell’album, prodotto da Ezio Leoni, con arrangiamenti di Enrico Intra e testi in italiano di Sandro Tuminelli e Mogol, Iva interpreta alcune canzoni del compositore greco, già celebri nel suo paese e uscite tutte tra la fine degli anni '50 e la seconda metà degli anni '60. Theodōrakīs stesso, di suo pugno, in una dedica scritta e riportata all’interno del disco definisce la voce di Iva “pleine de lumiere, pleine de passion” e ringrazia per averla messa a disposizione delle sue musiche.
È stato ristampato su CD da MBO RI-FI.
L'album è presente sulle piattaforme digitali e sui servizi di streaming.
(Iva Zanicchi, Un fiume amaro)

## Successo e classifiche
È il disco di maggior successo dell’artista. Arrivò a toccare la 4ª posizione in classifica, risultando essere il 10º album più venduto del 1970, grazie anche alla presenza di una Hit di livello assoluto, Un fiume amaro, presentata da Iva alla semi-finale di Canzonissima dello stesso anno.

## I brani
Insieme a Fiume amaro fanno parte dell’album:
- Il mio aprile
La traduzione è della statunitense ma italiana d'adozione Audrey Stainton Nohra, specializzata nelle canzoni per film western. La canzone era stata scritta da Theodōrakīs per la sua opera teatrale "Το τραγούδι του νεκρού αδελφού" (La canzone del fratello morto) del 1962.

- Il tuo sorriso nella notte
La stessa versione in italiano era già stata proposta da Nana Mouskouri nel 1966. Il compositore greco pensò bene di utilizzate la musica del brano, in stile sirtaki, che introduceva la canzone, per creare La danza di Zorba per la colonna sonora del celebre film Zorba il greco.

- Per te
Testo italiano di Audrey Stainton Nohra. Il titolo originale significa "Ho lasciato la mia mamma" ed era stato scritto dal poeta greco Dimitris Hristodoùlou.

- Il sogno è fumo
Il testo in italiano è di Sandro Tuminelli. L'originale è traducibile in "Fumo di tabacco" ed era stato interpretato da Maria Farantouri, artista portabandiera delle canzoni di Mikīs Theodōrakīs.

- Sul nostro giorno amaro
Il testo in italiano è di Sandro Tuminelli. L'originale è traducibile con "Ho preso le strade del cielo" ed era stata scritta per il film drammatico greco-francese, "Resa dei conti per un pezzo da 90", interpretato come ruolo centrale dall'attrice e cantante francese Françoise Hardy, uscito in Francia in febbraio del 1966 e in Grecia in dicembre dello stesso.

- Il ragazzo che sorride
Il testo italiano è di Vito Pallavicini ed era già stato interpretato da Albano Carrisi nel 1968. La canzone originale era stata composta da Theodōrakīs, unendo due suoi brani musicali ispirati, nel 1961, alle vicende delle lotte di liberazione dell'Irlanda.

- Cantico dei cantici
Il testo originale e il titolo sono tradotti fedelmente da Sandro Tuminelli, dall'originale del poeta, scrittore e paroliere greco Iakovos Kampanellis, sopravvissuto al lager nazista di Mauthausen e quindi in parte autobiografico.

- Aspetta voce mia
Il testo italiano è di Sandro Tuminelli. Anche questo brano faceva parte della colonna sonora del film drammatico greco-francese "Resa dei conti per un pezzo da 90".

## Tracce
1. Un fiume amaro -5:25 - (C. Dimitri - S. Tuminelli - Mikīs Theodōrakīs)
2. Il mio aprile - 3:02 - (A. Nohra - Mikīs Theodōrakīs)
3. Il tuo sorriso nella notte - 4:35 - (Mogol - Mikīs Theodōrakīs)
4. Per te - 3:05 - (C. Dimitri - A. Nohra - Mikīs Theodōrakīs)
5. Il sogno è fumo - 3:20 - (S. Tuminelli - Mikīs Theodōrakīs)
6. Sul nostro giorno amaro - 3:14 - (S. Tuminelli - Mikīs Theodōrakīs)
7. Il ragazzo che sorride - 3:18 - (Vito Pallavicini - Mikīs Theodōrakīs)
8. Cantico dei cantici - 7:54 - (S. Tuminelli - Mikīs Theodōrakīs)
9. Aspetta voce mia - 3:36 - (C. Dimitri-S. Tuminelli - Mikīs Theodōrakīs)

## Crediti
- Arrangiamenti e supervisione musicale di Enrico Intra e Ezio Leoni
- Al pianoforte Enrico Intra
- Produzione Ezio Leoni
- Registrazioni effettuate negli Studi Play-co, Milano
- Tecnico di registrazione e Re-Recording: Gianluca Citi

## Stampe estere
| Anno di pubblicazione | Paese             | Titolo                   | Etichetta                   |
| --------------------- | ----------------- | ------------------------ | --------------------------- |
| 1970                  | Spagna            | Caro Theodorakis...      | Marfer / RI-FI - MR. 30-112 |
| 1970                  | Argentina/Uruguay | Interpreta a Theodorakis | RI-FI - RFLS-60003          |
| 1970                  | Venezuela         | Caro Theodorakis...Iva   | Orbe - SORLP 4318           |
| 19??                  | Grecia            | Caro Theodorakis...Iva   | Music Box - SMB 4009        |
| 1972                  | Spagna            | Caro Theodorakis...Iva   | RI-FI - CPS 9190            |
| 1970                  | Giappone          | Caro Theodorakis...Iva   | RI-FI - SFX-7438            |
| 1976                  | Giappone          | Caro Theodorakis...Iva   | Seven Seas - GP-438         |
| 1976                  | Germania          | Singt Theodorakis        | RI-FI - MLP 15.574          |